# Barker Peak
Barker Peak är en bergstopp i Antarktis. Den ligger i Östantarktis. Nya Zeeland gör anspråk på området. Toppen på Barker Peak är 2 200 meter över havet.
Terrängen runt Barker Peak är bergig österut, men västerut är den kuperad. Trakten är obefolkad. Det finns inga samhällen i närheten.